# Rue de Bonnel
Pour les articles homonymes, voir Bonnel.
La rue de Bonnel ou rue Bonnel est une rue du 3e arrondissement de Lyon en France.

## Situation et accès
Elle débute (à l'ouest) quai Victor-Augagneur et s'oriente vers l'est jusqu'à la rue Garibaldi d'abord, puis poursuit jusqu'à la rue de la Villette où elle aboutit.

## Origine du nom
De Bonnel serait le nom d'un propriétaire local ou plus probablement d'un important donateur aux hospices civils de Lyon, sans plus de précision. 

## Bâtiments remarquables et lieux de mémoire
- La rue longe une des entrées principales des Halles de Lyon-Paul Bocuse.
- La Tour Swiss Life est à l'angle avec le boulevard Vivier-Merle.
- La rue longe la tour Part-Dieu, le centre commercial ainsi que l'auditorium Maurice-Ravel.
- Elle constituait l'une des limites du périmètre de la cité Rambaud.
- Le consulat honoraire du Kazakhstan à Lyon est au 27 de la rue[4].
- Le consulat général de Roumanie à Lyon est au 29 de la rue[5].
- L'architecte Michel Roux-Spitz a commencé sa carrière en conduisant quelques projets pour le compte de l'agence de son père François Roux-Spitz, basée au 17 de la rue[6].
- La préfecture du Rhône se situe au 18 de la rue.